# 神戸市内テレビ中継局
この項目では、兵庫県神戸市内に設置されているテレビジョン放送の中継放送所について記述する。
なお、同市内にある兵庫県域放送局の送信所（親局）および近畿圏広域放送局の神戸中継局については、摩耶山送信所を参照のこと。

## 地上デジタルテレビジョン放送中継局
- 中継局名の読みについては、神戸（こうべ）の部分は省略して表記。
- 中継局名が放送局によって異なる場合においては、両方を併記した上で、中継局名の右に追記。
- （数字）chは、摩耶山送信所と同一のチャンネル。
- ×は設置予定が無い局で、下段の（ ）内はその理由。
  - 「非該当」…元から（アナログ放送でも）エリア外であり、親局または近辺の中継局によりカバーするもの。
  - 「CATV」…アナログ波は置局しているが、デジタル波についてはケーブルテレビによりカバーが可能であると判断されたもの。
  - 「置局不要」…アナログ波は置局しているが、デジタル波については親局または近辺の中継局によりカバーが可能であると判断されたもの。
- 神戸妙法寺局を除いて、すべて水平偏波にて送信。

| リモコンキーID→                  | リモコンキーID→ | リモコンキーID→                          | リモコンキーID→ | 1            | 2            | 3              | 4            | 6            | 8            | 10           | 放送 区域内 世帯数 | 中継局 所在地                                       | 開局日                                                |
| 中継局名                         | 中継局 名読み   | 空中線 電力                              | ERP             | 物理 ch      | 物理 ch      | 物理 ch        | 物理 ch      | 物理 ch      | 物理 ch      | 物理 ch      | 放送 区域内 世帯数 | 中継局 所在地                                       | 開局日                                                |
| 中継局名                         | 中継局 名読み   | 空中線 電力                              | ERP             | NHK総合 神戸 | NHK教育 大阪 | SUN            | MBS          | ABC          | KTV          | ytv          | 放送 区域内 世帯数 | 中継局 所在地                                       | 開局日                                                |
| -------------------------------- | --------------- | ---------------------------------------- | --------------- | ------------ | ------------ | -------------- | ------------ | ------------ | ------------ | ------------ | ------------------ | --------------------------------------------------- | ----------------------------------------------------- |
| 神戸生田                         | いくた          | 1W                                       |                 | 22ch         | × （非該当） | 26ch           | × （非該当） | × （非該当） | × （非該当） | × （非該当） | 約96000世帯        | 中央区下山手通 （兵庫県庁屋上）                     | 2009年（平成21年）3月1日                              |
| 神戸灘（NHK） 神戸灘山手（民放） | なだ なだやまて | 3W（NHK総合） 1W（NHK教育） 50mW（民放） |                 | 46ch         | 25ch         | ×              | 48ch         | 44ch         | 39ch         | 33ch         |                    | NHK…灘区畑原字小ヤバ三ノ休原 （摩耶ケーブル虹の駅） | 2010年（平成22年）12月25日                            |
| 神戸住吉川                       | すみよしがわ    | 50mW                                     |                 | 46ch         | 35ch         | 37ch           | 42ch         | 44ch         | 39ch         | 33ch         |                    | 東灘区住吉山手                                      | 2010年（平成22年）12月25日                            |
| 神戸高座                         | こうざ          | 10mW                                     |                 | 22ch         | 13ch         | 26ch           | 16ch         | 15ch         | 17ch         | 14ch         |                    | 兵庫区平野町字天王谷西服山                          | 2010年（平成22年）3月31日                             |
| 神戸楠谷                         | くすだに        | 10mW                                     |                 | 22ch         | 13ch         | × （置局不要） | 16ch         | 15ch         | 17ch         | 14ch         |                    | 兵庫区楠谷町 （神戸市水道局鉄塔）                   | 2010年（平成22年）11月1日                             |
| 神戸長田                         | ながた          | 300mW                                    |                 | 22ch         | 29ch         | 26ch           | 37ch         | 35ch         | 39ch         | 33ch         | 約18000世帯        | 長田区東丸山町 （聖天山）                           | 2009年（平成21年）3月1日（NHK） 2009年11月1日（民放） |
| 神戸明泉寺                       | みょうせんじ    | 10mW                                     |                 | 25ch         | 29ch         | 27ch           | 37ch         | 35ch         | 39ch         | 33ch         |                    | 長田区長田天神町 （長田天神団地）                   | 2010年（平成22年）2月1日                              |
| 神戸妙法寺                       | みょうほうじ    | 100mW                                    |                 | 25ch         | 29ch         | 26ch           | 37ch         | 35ch         | 39ch         | 33ch         | 約15000世帯        | 須磨区妙法寺 （荒熊神社）                           | 2009年（平成21年）3月1日                              |
| 神戸白川                         | しらかわ        | 10mW                                     |                 | 22ch         | 46ch         | × （CATV）     | × （CATV）   | × （CATV）   | × （CATV）   | × （CATV）   |                    | 須磨区北落合 （ライオンズマンション須磨名谷屋上）   | 2010年（平成22年）12月25日                            |
| 神戸兵庫                         | ひょうご        | 1W                                       |                 | 22ch         | 13ch         | 26ch           | 16ch         | 15ch         | 17ch         | 14ch         | 約10000世帯        | 北区山田町上谷上 （双子山）                         | 2007年（平成19年）3月1日                              |

## 地上アナログテレビジョン放送中継局
- 2011年7月24日をもってすべて廃止された。
- 中継局名の読みについては、神戸（こうべ）の部分は省略して表記。
- 中継局名が放送局によって異なる場合においては、両方を併記した上で、中継局名の右に追記。
- ×は開局していない。
- 中継局は、デジタル放送については設置予定が無いまたは設置が発表されていない中継局。
- （+）（-）はオフセットあり。

| 中継局名                              | 中継局 名読み   | 偏波面 | 空中線 電力                              | ERP | チャンネル   | チャンネル | チャンネル | チャンネル | チャンネル | チャンネル   | チャンネル | 中継局 所在地                                     |
| 中継局名                              | 中継局 名読み   | 偏波面 | 空中線 電力                              | ERP | NHK総合 神戸 | MBS        | ABC        | KTV        | ytv        | NHK教育 大阪 | SUN        | 中継局 所在地                                     |
| ------------------------------------- | --------------- | ------ | ---------------------------------------- | --- | ------------ | ---------- | ---------- | ---------- | ---------- | ------------ | ---------- | ------------------------------------------------- |
| 神戸生田（NHK総合） 神戸山の手（SUN） | いくた やまのて | 水平   | 10W                                      |     | 43ch         | ×          | ×          | ×          | ×          | ×            | 41ch（-）  | 中央区下山手通 （兵庫県庁屋上）                   |
| 神戸灘                                | なだ            | 水平   | 30W                                      |     | 52ch         | 54ch       | 56ch       | 58ch       | 60ch       | 50ch         | 62ch（+）  | 灘区畑原字小ヤバ三ノ休原 （摩耶ケーブル虹の駅）   |
| 神戸住吉川                            | すみよしがわ    | 水平   | 100mW                                    |     | 51ch         | 53ch       | 55ch       | 57ch       | 59ch       | 49ch         | 61ch       | 東灘区住吉山手                                    |
| 神戸高座                              | こうざ          | 水平   | 100mW                                    |     | 51ch（-）    | 53ch（-）  | 57ch（-）  | 59ch（-）  | 61ch（-）  | 49ch（-）    | 55ch（-）  | 兵庫区平野町字天王谷西服山                        |
| 神戸楠谷                              | くすだに        | 水平   | 100mW                                    |     | 51ch         | 53ch       | 55ch       | 57ch       | 59ch       | 49ch         | 61ch       | 兵庫区楠谷町 （神戸市水道局鉄塔）                 |
| 神戸天王台                            | てんのうだい    | 水平   | 100mW                                    |     | 52ch         | 54ch       | 56ch       | 58ch       | 60ch       | 62ch         | 50ch       | 兵庫区平野町字天王谷東服山                        |
| 神戸長田                              | ながた          | 水平   | 3W                                       |     | 44ch（+）    | 38ch（+）  | 40ch（+）  | 42ch（+）  | 48ch（+）  | 46ch（+）    | 34ch（+）  | 長田区東丸山町 （聖天山）                         |
| 神戸妙泉寺                            | みょうせんじ    | 垂直   | 100mW                                    |     | 49ch         | 57ch       | 59ch       | 61ch       | 55ch       | 51ch         | 53ch       | 長田区長田天神町 （長田天神団地）                 |
| 神戸妙法寺                            | みょうほうじ    | 水平   | 1W                                       |     | 52ch（-）    | 54ch（-）  | 56ch（-）  | 58ch（-）  | 60ch（-）  | 50ch（-）    | 62ch（-）  | 須磨区妙法寺 （荒熊神社）                         |
| 神戸白川                              | しらかわ        | 水平   | 100mW                                    |     | 51ch（-）    | 53ch（-）  | 57ch（-）  | 59ch（-）  | 61ch（-）  | 49ch（-）    | 55ch（-）  | 須磨区北落合 （ライオンズマンション須磨名谷屋上） |
| 神戸兵庫                              | ひょうご        | 水平   | 10W（NHK、ABC、SUN） 8W（MBS、KTV、ytv） |     | 52ch（-）    | 54ch（+）  | 39ch（-）  | 60ch（+）  | 62ch（+）  | 50ch（-）    | 35ch（-）  | 北区山田町上谷上 （双子山）                       |
| 神戸有野                              | ありの          | 垂直   | 3W                                       |     | 52ch         | ×          | ×          | ×          | ×          | 50ch         | ×          | 北区藤原台中町 （ふじわらやま公園）               |
| 神戸淡河                              | おうご          | 垂直   | 3W                                       |     | 52ch（-）    | ×          | ×          | ×          | ×          | 50ch（-）    | ×          | 北区淡河町淡河 （ロータリーゴルフ倶楽部）         |
| 神戸野瀬                              | のせ            | 垂直   | 3W                                       |     | 27ch         | ×          | ×          | ×          | ×          | 29ch（+）    | ×          | 北区淡河町中山                                    |
| 神戸有馬                              | ありま          | 水平   | 1W                                       |     | 44ch         | ×          | ×          | ×          | ×          | 46ch         | ×          | 北区有馬町 （落葉山）                             |

## 廃局
神戸平野中継局
西区押部谷町和田に置局され、NHK2波のみの垂直偏波送信であった。2003年（平成15年）7月22日に廃局。